# 国民革命军第二十六军
国民革命军第二十六军历史上四次组建。

## 浙江軍系時期（1926—1928）
1926年底国民革命军北伐時，原本與孙传芳“五省联军”結盟的浙江省軍系統部隊陸續遭國民政府給攏絡策反。在民國十五年（1926）12月22日，因受到浙江陸軍第一師師長陳儀遭孫傳芳扣押的刺激，周鳳岐指揮的浙江陸軍第三師在同一日在江西省九江市通電發布易幟國民政府，部隊更名為国民革命军第二十六军：
- 军长：周鳳岐、1926年10月8日陈焯代理
- 参谋长：伍文渊、胡大猷、方策
- 第1师：原辖第5旅改编，1928年2月更名為國民革命軍第62師。师长伍崇仁、赵观涛
- 第2师：原辖第6旅改编为，1928年2月更名為國民革命軍第63師。师长斯烈、邢震南。
- 第3师：1927年3月浙江炮兵旅改编。师长张国威。1927年5月番号被裁减，所属部队分别编入第1、第2师。隨後國民革命軍第十八軍下轄之第17師转隶二十六軍，编为該軍第二代第3師。1928年2月更名為國民革命軍第30師。

改編後的二十六軍，脫離孫傳芳指揮，自江西省西進浙江省，企圖擊敗盤據浙江的五省聯軍部隊。但是在民國十六年（1927）1月初的富陽戰鬥、縉雲戰鬥一系列作戰中多次戰敗，直到1月下旬的衢州蘭谿戰鬥才開始有戰勝紀錄。在北伐軍佔領杭州、南京等地後，二十六軍獲得補充，並投入第二期北伐戰爭。
1928年8月第二期北伐戰爭戰況趨於穩定後，二十六軍授命改組為國民革命軍第6師，編入國民革命軍第二軍序列，轉化為中央系的省軍部隊：
- 师长陈焯
- 副师长方策
- 第16旅：62师缩编，旅长郭忏
- 第17旅：63师缩编，旅长趙觀濤
- 第18旅：30师缩编，旅长邢震南

## 苏皖军、直鲁联军各一部组建的第二个第二十六军（中央军旁系）
1930年春中原大战前夕，为拉拢地方军阀，组建第二十六军，隶属第1军团，参加了中原大战。
- 军长范熙绩
- 第6师：孙传芳五省联军之苏皖军一部改编，师长范熙绩兼，辖第136、第137、第138旅
- 第55师：张宗昌直鲁联军一部改编，师长阮肇昌，辖第163、第164、第165旅。

1932年12月7日该军番号撤销。

## 直鲁联军（含国民五军）组建第三个第二十六军
1933年4月为长城抗战，组建第二十六军，隶属第16路军。
- 军长萧之楚
- 第44师：为原国民五军方振武一部。师长萧之楚兼、陈永
- 第97师，师长孔令恂。原属直系军阀所属第15混成旅
- 独立第4旅，旅长王金镛

1933年春参加了长城抗战。1933年底围剿中央苏区。1935年调西北围剿红军，第97师改隶胡宗南第一军。
1937年参加淞沪会战，军长萧之楚、第44师师长陳永各记战功一次，受武功状。会战后编入原西北军王修身第32师。该部于1930年中原大战后投中央军，编为梁冠英第25路军第32师。1933年梁冠英任第三十一军军长兼第32师师长。1936年5月梁冠英调任国民政府军事委员会中将高参，王修身升第32师师长。该师“虽非嫡系，但‘能打’、‘受调’，纪律较好，一般也不克扣军饷。”抗战爆发后，1937年9月初第32师参加淞沪会战编入第15集团军固守柳杭阵地战，激战20余日全师最后只剩500人。9月16日蒋介石为王修身颁发嘉勉令，王修身被国民政府授一等功。国民政府军事委员会及军政部没有撤消该师番号，补充兵员后转隶第二十六军。
1938年秋调第五战区参加武汉会战，在蕲春、广济、黄梅等地布防，阻敌西进。军长萧之楚立一级战功，并受甲种一等陆海空军奖章。1938年冬季因鄂东作战，军长萧之楚受军委会“最为勇敢”武功状。武汉会战后长江沿线自新堤至沙市几百里除王勁哉第128师在监沔一带，金亦吾的游击纵队在潜江一带驻扎外，广大地区防务空虚，沙宜门户洞开，社会秩序极为紊乱，长江西上船只拥挤，汉宜公路车辆堵塞，徒步退却的部队由十里铺、岑河口、丫角涌向沙市，待轮入川，滞留宜昌人群极为恐慌。此时日军若乘势溯江西犯后果不堪设想。军政部长何应钦保荐刘伯龙到沙市担任荆沙警备司令以稳定局势。第二十六军退守鄂中，阻止沿汉宜公路西进的日军。1939年1月16日萧之楚兼任宜昌警备司令、第十九集团军副总司令、二十六军军长兼第十军军长达10个月，原第十军军长兼第二十六集团军总司令徐源泉在武汉战役中违抗军令被解除军职后被暂时扣押，萧长期任徐的副职，第十军为直鲁联军旧属。第32师防守沙市及其外围各地，师部设于沙市童家花园（现沙市三中），师长王修身兼任荆沙警备司令，会同湖北省第四区行政督察专员公署、国民党江陵县党部、三青团中央直属沙市分团部、第四督察区战时工作动员委员会等机关组成“荆沙民众训练委员会”，王修身兼任主任委员、专员金巨堂、沙市三青团主任萧伯勤等兼副主任务员，下设总队部（32师参谋李博文兼总队长），总队下设三个大队，大队下以保甲为单位设立若干中队具体办理组训事宜。该委员会首先办了保甲训练班，继后又办了一次妇女训练班（通过妓女获取情报）。1939年8月成立长江上游江防总司令部，郭懺任总司令，萧之楚兼任江防副总司令。江防部与财经部门奉令合作成立“长江经济封锁团”，专司军法缉私，萧兼任封锁团主任，再兼“宜昌防空指挥官”。第十军缩编为第41师(原师长黄百韬被萧保送入陆军大学特别班，丁治磐接任师长)编入第二十六军，驻守陪都门户宜昌。第32师作战地境右起江陵潜江两县界的东荆河，迄沙岗、余家埠（今黄歇口镇余家埠社区）、下蚌湖（今高石碑镇蚌湖村）、龙湾、张金河之线，正面为拾回桥，即从长湖向东南至洪湖的湖泊群水网地区设防。第41师防守十里铺至沙洋、多宝、罗汉寺襄河中段，掩护驻守宜昌的萧之楚起家部队第44师。在一年多的时间里把战线稳固在襄河、潜江、监利一线。1939年参加随枣战役、鄂中战役。1940年1月第41师编制13427人，实有官兵9741人，缺额3686人。1940年，萧之楚因宜昌保卫战被授以“华胄荣誉奖章”，5月再授“忠勤勋章”。1940年5月第五战区发动“夏季攻势”，长江上游江防部队被抽调北渡襄河，仅第二十六军3个师留守襄河防线，日军发动突袭，第33集团军总司令张自忠奉命渡河阻击，在宜城南瓜店殉国。日军由荆门、当阳分两路进攻沙宜，第32师奉令渡江南撤，荆沙于1940年6月8日沦陷了五年之久。长江上游江防司令郭懺被撤职逮捕，羁押重庆土桥军事监狱。王修身师长也受到军纪处分，率部退守宜昌，在江南大桥曹家畈一带防守对峙半年。1941年3月第二十六军参加宜昌西岸战役。在第二次长沙会战，同第七十二军和第七十四军，自浏阳侧击日军第四、十三、三十三师团之主力及第十四旅团一部。第三次长沙会战时，1942年1月4日第二十六军奉命自浏阳西进，与第三、第六师团遭遇，与友军将日军第11军及各师团七万之众围困于捞刀河和汨罗江狭小地区，萧之楚以一级战功荣获颁发“宝鼎勋章”。1942年4月27日交出基本部队升副军长，带职赴陆军大学将官班特八期学习。
1942年秋萧之楚在重庆黄山面见蒋介石，以肝疾不任辛劳请辞本兼各职，并保举其部将丁治磐接任第二十六军军长。参加浙赣会战。1942年12月第二十六军全军编制39803，实有官兵25676，缺额12124。1944年秋冬桂柳会战中，丁治磐因指挥第二十六军作战不力，丢失柳州，被撤职留任。1945年湘西会战时序列：
- 军长丁治磐（1945年5月复职为国民革命军第二十七集团军副总司令（总司令李玉堂）兼第二十六军军长）
- 副军长焦其凤
- 参谋长郑辅增、刘伯耕
- 第41师 
  - 师长董继陶
  - 副师长李焕阁
  - 参谋长范汝功
  - 第一二一团 团长刘卫
  - 第一二二团 团长冯玺
  - 第一二三团 团长周敬亭
- 第44师 
  - 师长蒋修仁黄埔四期
  - 副师长于显文 周承霖
  - 参谋长郭振铎
  - 第一三0团 团长喻啸牧
  - 第一三一团 团长王牗民
  - 第一三二团 团长王景星

1946年6月28日丁治磐升任徐州绥靖公署（主任薛岳）第2绥靖区（司令官王耀武、黄埔三期）副司令官，马励武继任第二十六军军长。该军驻湖南长沙、岳阳一带，归第27集团军总司令李玉堂（黄埔一期）指挥。1946年7月第二十六军编为整编第26师，缩编为三个旅六个团，杂械装备，全师30000余人，隶属于武汉行营（主任程潜）第七绥靖区（司令官王陵基，副司令官为廖震、肖之楚，参谋长为李传禧）：
- 师长马励武黄埔一期
- 副师长曹玉珩
- 参谋长郑辅增 副参谋长牛犇（黄埔十期）
- 第41旅：旅长董继陶。配属给胡璉宿新兵团参与宿北战役时，随整编第69师（师长戴之奇）被歼灭。鲁南战役后重建整编第51师，该旅隶属整51师。
- 第44旅：旅长蒋修仁少将、参谋长葛振铎少将、副旅长于显文少将、第132团团长王景星上校
- 第169旅：1931年4月杨虎城陕军第七军第42师第124旅，旅长武士敏。1937年1月由师长馮欽哉率领叛出陕军，投靠中央，获得第27路军番号。1937年3月第124旅扩编为第169师，武士敏任师长。抗战争爆发后，第169师改隶第14军团。1939年3月第42师并入第169师，隶属新建的第九十八军（军长馮欽哉），武士敏任第169师师长。1939年10月武士敏接任军长。郭景堂、曹玉珩（黄埔四期）相继任师长。1944年12月底第九十八军撤销，第169师改隶第二十六军，曹玉珩任师长。1946年5月改为整编第169旅，曹玉珩任旅长。后谢清华（黄埔三期）继任旅长。1947年1月4日鲁南战役中在卞庄地区突围被歼，曹玉珩、谢清华被俘，残部逃入第一快速纵队驻地。

“改编完毕后，7月底奉命北上，到武昌集中待运......在那里集训一周后，部队乘车到达浦镇。8月初接替第五军邱清泉部，担任、盱眙、天长、来安四个县区的防务。这个区域内原为人民解放军控制的，但没有主力部队，只有地方武装，因而在此时期的任务只是‘清剿’......9月末，我奉命把一带‘清剿’任务交给友军接替，并把集训队造具名册一并移交。我们的部队就于10月初运到徐州北的韩庄集中待命，我参加的鲁南地区峄枣战役就此开始了。”
第一快速纵队1946年9月在徐州成立。辖整编第80旅、1个加强榴弹炮团编4个榴炮营、1个汽车团、战车第一团第一营45台坦克、1个机械化搜索营、1个工兵营、1个通信营，总兵力超过1万人。陈诚的作战处长、黄埔六期石祖黄（1944年底任装甲兵教导总队长）为首任司令官。1946年10月从徐州出发铁路输送至韩庄站。10月6日拂晓配属马励武整编26师进攻山东枣庄，当天下午就占领了枣庄。与此同时，徐州绥靖公署第7绥靖区（司令官冯治安）整编第77师（师长何基沣）占领峄县。当时宣传为“鲁南大捷”。11月初，马励武命令第1快速纵队战车营侧击山东野战军（司令员陈毅）第一纵队（司令员叶飞），以援助被围困的整编第77师，使叶飞部损失严重，整编第26师也乘胜进逼临沂。11月中旬石祖黄因与马励武不和而离职，陈诚调原军令部步兵司司长、第七十九军第24师师长车蕃如（黄埔七期）接任纵队司令官兼整编第80旅旅长。11月，何基沣升任第7绥靖区副司令官，所遗整编第77师师长由王长海接任。12月下旬，马励武发现山东野战军主力正向临沂一带集结，急电请求后撤，但未获批准。12月25日该纵队配属整26师态势突出孤立，共军四面迂回，车蕃如托词回南京请示工作，由副司令邹震岳少将代理指挥。该整编师及配属的第1快速纵队驻守枣庄与临沂之间，位置突出，距离靠后的整编第51师、整编第59师、第三十三军都有30多公里；整编第26师各旅也较为分散；周围的友军部队都不是中央嫡系部队，马励武师被围时不会拼力相助。为此，中央军委指示华野发动鲁南战役，以华野主力27个主力团（山野第9师、山野第10师、滨海警备旅、鲁南军区特务团、第4师第10团、叶飞第一纵队、何以祥山东第8师、陶勇新四军第一师）突击围歼整编第26师。1947年1月元旦上午师长马励武在前方师司令部举行庆祝元旦及会餐之后，把前方指挥任务交由副师长曹玉珩和参谋长郑辅增，在电话中征得驻峄县的整编第二十七军军长李玉堂的同意，当晚回到峄县与李商谈作战部署并作新年祝贺，并在该市留守处参加元旦晚会观看京剧团演出《风波亭》时，忽接李玉堂的电话说前方已经打起来了，据守备枣庄的整编第51师师长周毓英报告其前沿可听到激烈的枪炮声。马励武电话询问前方师部，但电话已经不通了，乃用无线电话与前方保持联系。次日即1月2日晨，马励武令两个连沿公路侦察获悉交通已被共军阻断，无法回防师部。1月2日晚9时，鲁南战役打响。1月3日晚，整编26师师部驻地马庄被攻克。1月4日凌晨4时许，整编第44旅旅长蒋修仁少将、参谋长葛振铎少将、副旅长于显文少将、第132团团长王景星上校阵亡，战后改旅被销建制。缴获大批美式武器，包括快速纵队战车营的24辆M-3坦克以及整26师炮兵部队与快速纵队榴弹炮团的各类火炮两百余门，各类汽车四百多辆。据《马励武致友人信》：“本师除41旅外，于（1946年）12月13日奉命由峄县向东推进，扫荡奸匪，连续攻克向城、卞庄等要点。惟以前进位置过于突出，兵力极感薄弱，形势极为孤立。本（元）月2日，奸匪挟号称10万之兵力，以压倒优势将我重重包围，各小据点亦均各个围困，遭受猛烈袭击，交通、通讯均被切断。经两昼夜血战，因众寡悬殊，我官兵伤亡殆尽。（整编第44旅）旅长蒋志（修）仁、（整编第169旅旅长）谢清华（黄埔三期）等2员、团长4员迄今无一生还；已证实阵亡者，有旅长2员、团长2员，其余团长2员，复以弹粮俱绝，孤立无援，可能为阵亡或被俘。4日拂晓奉命突围，又值天降大雨，我空军无法出动作战，战车及炮车亦均深陷泥泞，无力自拔，惨苦之情，难以言状。官兵在饥寒交迫中奋力苦战，遂得冲出一部。此役殉国官兵之众之惨，赞成空前壮烈，打破抗敌任何战役之纪录，可谓惨矣！武器及各种器材，损失殆尽，现仍在峄县编队整理，继续作战，固守待援。”1月4日10时邹震岳率部脱离阵地，向峄县城突围，下午15时除7辆坦克漏网外，其余全部被歼。华野以缴获的28辆坦克、48门105榴弹炮及汽车400余辆成立特种兵纵队。
随后华野围攻峄县城，1月10日破城后俘虏在此过新年未能返回师部的师长马励武“无法脱逃，即随新四军某部押运俘虏大队（约5、6百人），一块往峄县东北约10余里新四军某部驻地。此时已有我的部属很多，他们看到了我不免有所表示，新四军干部侦知我确系26师师长马励武后，把我和我的副参谋长牛犇（黄埔十期）提出去，问明身价，随即把我们押往新四军前方某地的政治部去了......后来，我还和新四军军长陈毅将军见了面，他款待了我，安慰了我，私心铭感，我就暂时安心呆下去作俘虏了。以后不久，约在1月20日前后，我与守枣庄的整51师师长周毓英在新四军前方某地见了面，才知道他在1月20日也被新四军解放了。”

## 在云南组建第四个第二十六军
1947年以云南警备司令部第93旅等部为基础重建整编第26师，隶属重庆绥靖公署，担任云南后方守备任务，镇压中国人民解放军滇桂黔边纵队。
- 师长余程万（原鄂东师管区司令）
- 整编第93旅，旅长彭左熙
- 整编第193旅，旅长石补天

1949年9月改称第二十六军。1949年上半年改属第六编练司令部，扩编第161师，师长梁天荣。1949年12月9日云南省政府主席、云南绥靖公署主任卢汉在昆明通电起义。第93师师长彭左熙率部撤往蒙自准备空运台湾，遭解放军突袭蒙自机场。解放军第三十八军第114师第452团前卫部队抢占红河浮桥，歼第二十六军军部及第193师，其中第二十六军少将高参刘世荣、第193师少将副师长邓绍华以下4000余人被俘。第161师师长梁天荣与193师师长石补天率残部300余人经红河口逃入越南。第93师从蒙自西逃中被解放军追歼。1950年1月，國軍第二十六軍殘部被解放軍圍於宜得，278團得以逃脫；1月25日，團長羅伯剛、副團長譚忠率1,200餘人進入寮國，後與第八軍殘部在緬甸孟棒會合，形成後來的泰緬孤軍。